# Comitatul Jackson, Wisconsin
Comitatul Jackson este situat  în statul Wisconsin din Statele Unite. Sediul acestuia este Black River Falls. Conform recensământului din anul 2000, populația sa a fost 19.100 de locuitori.

## Demografie

Piramida vârstelor din comitatul Jackson (Census 2000).

Conform recensământului din anul 2000, comitatul Jackson avea o populație de 19.100  de locuitori (7 loc./km²):
7.070 gospodării,
4.835  familii,
8.029 unitâți locative ( 3/km²).
31,00% din familii au copii sub 18 ani
55,40% din gospodării sunt familii căsătorite
8,60% din gospodării sunt femei singure
Structura demografică
89,58% albi
2,27% afro-americani
6,16% amerinidieni
0,16% asiatici
0,04% locuitori ai insulelor din Pacific
1.01% alte grupări etnice
Evoluția demografică
| 1930   | 1970   | 1980   | 1990   | 2000   |
| ------ | ------ | ------ | ------ | ------ |
| 16.468 | 15.325 | 16.665 | 16.588 | 19.100 |

## Geografie
Potrivit Biroului Recensământului, comitatul are o suprafață totală de 2590 km² din care 2555 km² este uscat și 33 km² (1,28%) este apă.

### Comitate învecinate
- Clark  - nortd
- Wood - est
- Juneau - sud-est
- Monroe - sud
- La Crosse - sud-vest
- Trempealeau - vest
- Eau Claire - nord-vest

### Drumuri importante
| - Interstate 94 - U.S. Highway 12 - U.S. Highway 10 - Highway 27 (Wisconsin) - Highway 54 (Wisconsin) | - Highway 95 (Wisconsin) - Highway 71 (Wisconsin) - Highway 65 (Wisconsin) - Highway 108 (Wisconsin) - Highway 121 (Wisconsin) |

### Orașe, sate și orășele
- Adams
- Albion
- Alma Center
- Alma
- Bear Bluff
- Black River Falls
- Brockway
- City Point
- Cleveland
- Curran
- Franklin
- Garden Valley
- Garfield
- Hixton (orășel)
- Hixton
- Irving
- Knapp
- Komensky
- Manchester
- Melrose (orășel)
- Melrose
- Merrillan
- Millston
- North Bend
- Northfield
- Springfield
- Taylor

### Comunități fără personalitate juridică
- Disco
- Hatfield
- Millston
- North Bend
- Northfield
- Shamrock

## Demografie
|  | Graficele sunt indisponibile din cauza unor probleme tehnice. Mai multe informații se găsesc la Phabricator și la wiki-ul MediaWiki. |

Date: Wikidata - grafică realizată de Wikipedia